# La meravigliosa storia di Henry Sugar e altre tre storie
La meravigliosa storia di Henry Sugar e altre tre storie (The Wonderful Story of Henry Sugar and Three More) è un film antologico del 2024 scritto e diretto da Wes Anderson, che raccoglie i quattro cortometraggi La meravigliosa storia di Henry Sugar, Il cigno, Il derattizzatore e Veleno, con l'aggiunta di una nuova canzone originale di Jarvis Cocker intitolata "Rules For Being a Fictional Writer". È tratto dalle serie di racconti Un gioco da ragazzi e altre storie e Someone like You, scritte da Roald Dahl.
Si tratta del dodicesimo lungometraggio di Anderson e il suo secondo film antologico dopo The French Dispatch.

## Produzione
Il film è stato girato durante l'estate del 2023 ed è uscito sotto forma di cortometraggi a settembre dello stesso anno.
Essendo inizialmente concepito come lungometraggio antologico, è stato poi riunito a film mesi dopo.
Si tratta del primo film di Anderson a non vedere la partecipazione di nessuno dei suoi principali attori feticcio Owen Wilson, Bill Murray, Jason Schwartzman, Edward Norton e Adrien Brody.
La colonna sonora è stata composta, come gli altri film di Anderson dal 2009, da Alexandre Desplat.

## Distribuzione
Il film è stato distribuito su Netflix il 15 marzo 2024.